# Wilchingen
Wilchingen é uma comuna da Suíça, no Cantão Schaffhausen, com cerca de 1.619 habitantes. Estende-se por uma área de 21,10 km², de densidade populacional de 77 hab/km². Confina com as seguintes comunas: Dettighofen (DE - BW), Eggingen (DE-BW), Hallau, Jestetten (DE-BW), Klettgau (DE-BW), Neunkirch, Trasadingen.
A língua oficial nesta comuna é o Alemão.

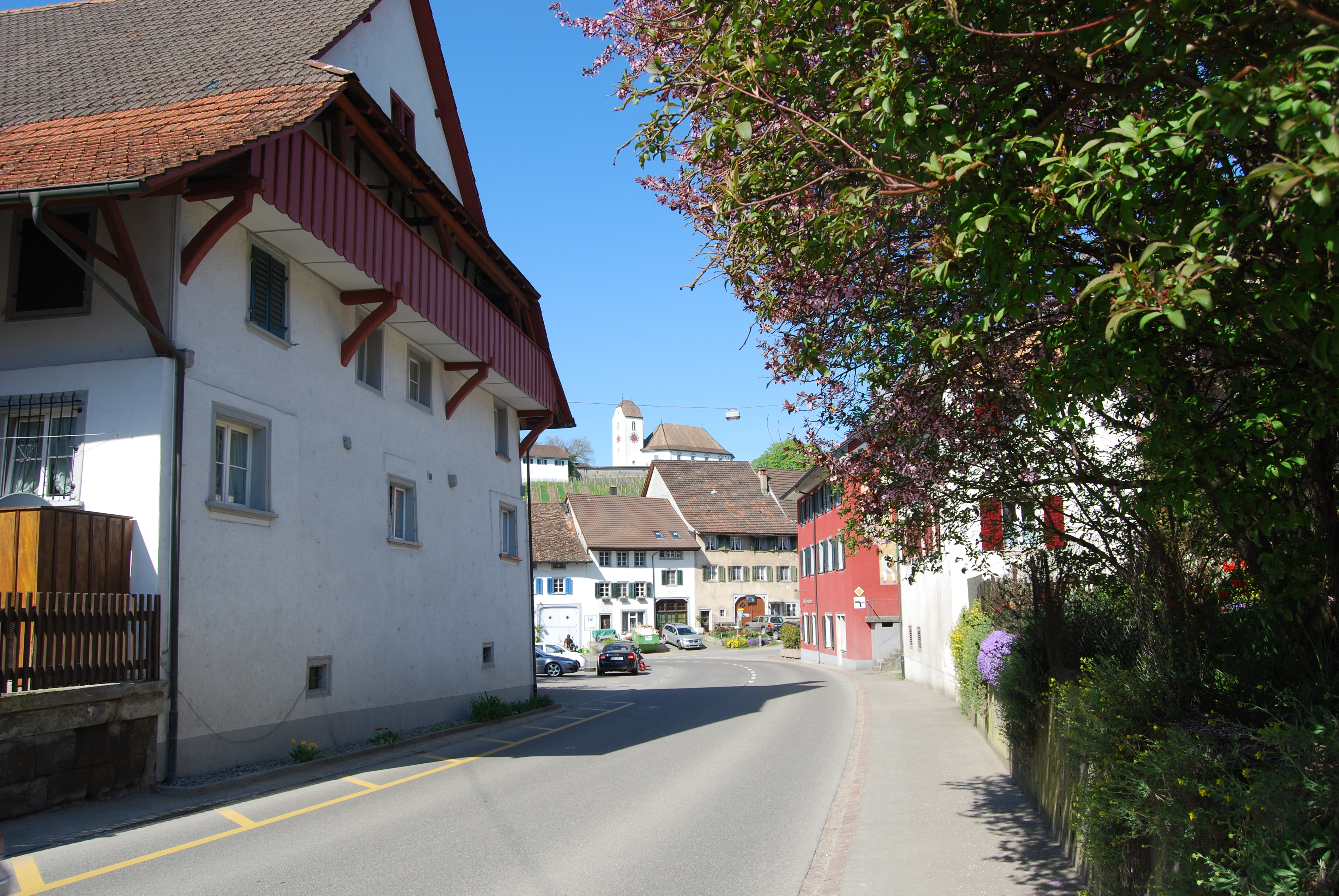
Wilchingen.